# PSAインターナショナル
PSAインターナショナル（PSA International Pte Ltd）はシンガポールに本部を置く世界最大の港湾運営会社の一つ。
同社のスローガンは、"The World's Port of Call"。

## 歴史
1863年に当時、中国人実業家であったタン・キム・チン（Tan Kim Ching）がタンジョン・パガー・ドックカンパニー（MPA、シンガポール港湾庁の前身）を設立し、2隻の蒸気船（サイアムとシンガポール）とともにTanjong Pagar Dock Co.として営業を開始した。
その後、シンガポールの法定機関として1964年にシンガポール港湾庁（Port of Singapore Authority：PSA）が設立した。シンガポール港湾庁はシンガポール港の整備、維持、管理、船舶の運行管理などを行なってきた。
1997年に港湾業務の効率化、国際競争力の強化のために政府全額出資のPSAコーポレーションとして民営化し、海事、港湾業務の監督などの機能は海事港湾庁（Maritime and Port Authority）に移管した。
2003年12月に組織再編性を行い、政府出資の投資会社テマセク・ホールディングスが全額出資するPSAインターナショナルが持ち株会社として設立し、PSAコーポレーションはその子会社となった。

## グローバル化
2011年にはアジア、ヨーロッパ、アメリカの17カ国、29の港を運営している。

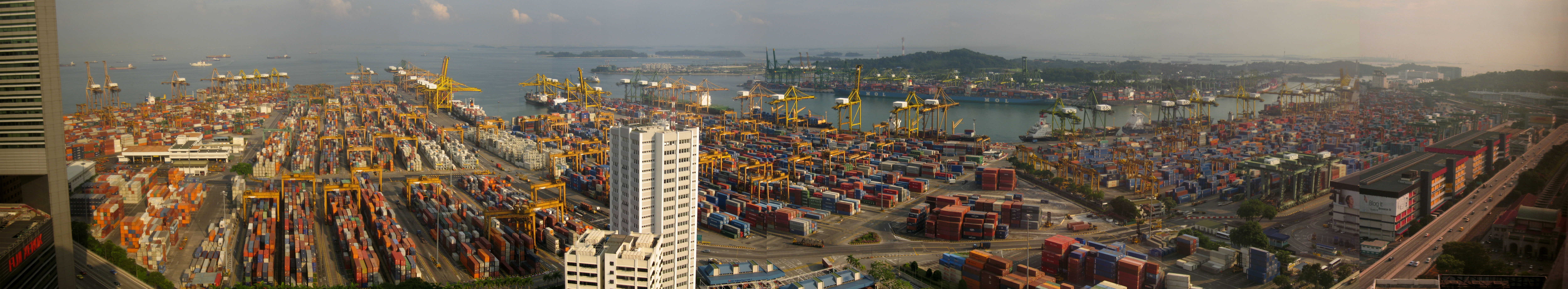
PSAインターナショナルの運営するシンガポール港は、コンテナ貨物取扱量では上海に次ぐ世界第2位である。